# Town and Country (Missouri)
Pour les articles homonymes, voir Town and Country (homonymie).
Town and Country est une ville américaine située dans le Comté de Saint Louis (Missouri), dans l'État du Missouri. En 2010, sa population était de 10 815 habitants.

## Source de la traduction
- (en) Cet article est partiellement ou en totalité issu de l’article de Wikipédia en anglais intitulé « Town and Country, Missouri » (voir la liste des auteurs).